# La Longue Marche (essai)
Pour les articles homonymes, voir Longue Marche (homonymie).
La Longue Marche : essai sur la Chine est un essai de Simone de Beauvoir publié le 23 avril 1957 aux éditions Gallimard.

## Résumé
L'ouvrage a une forme hybride entre le récit de voyage et l'essai journalistique. Le titre est une référence à la Longue Marche, un épisode de l'histoire de la Chine dans les années 1930.
Simone de Beauvoir témoigne des profondes transformations sociales que traverse la Chine, avec les grandes réformes mise en place par le nouvel État communiste. L'autrice dit vouloir représenter la Chine « sous un jour véritable : ni paradis, ni infernale fourmilière, mais une région bien terrestre, où des hommes qui viennent de briser le cycle sans espoir d'une existence animale luttent durement pour édifier un monde humain. »

## Éditions
- La Longue Marche, Éditions Gallimard, Paris, 1957  (ISBN 2070205185).

## Liens
- Notices d'autorité :   - WorldCat